# Федорівка (Сарненський район)
Фе́дорівка (до 1940-х років — Теодорівка) — село у Вирівській сільській громаді Сарненського району Рівненської області України. Населення становить 678 осіб.
На захід від села розташоване заповідне урочище «Ділянка соснового лісу».

## Історія
Станом на 1859 рік, у власницькому селі Теодорівка (Федорівка) налічувалося 13 дворів та 127 жителів (62 чоловіків і 65 жінок), усі православні.
У 1906 році село Теодорівка Вирівської волості Рівненського повіту Волинської губернії. Відстань від повітового міста 116 верст, від волості 4. Дворів 45, мешканців 219.

## Населення
За переписом населення 2001 року в селі мешкали 652 особи.

### Мова
Розподіл населення за рідною мовою за даними перепису 2001 року:
| Мова       | Кількість | Відсоток |
| ---------- | --------- | -------- |
| українська | 675       | 99.56%   |
| російська  | 3         | 0.44%    |
| Усього     | 678       | 100%     |